# 해메주

해메주의 문장

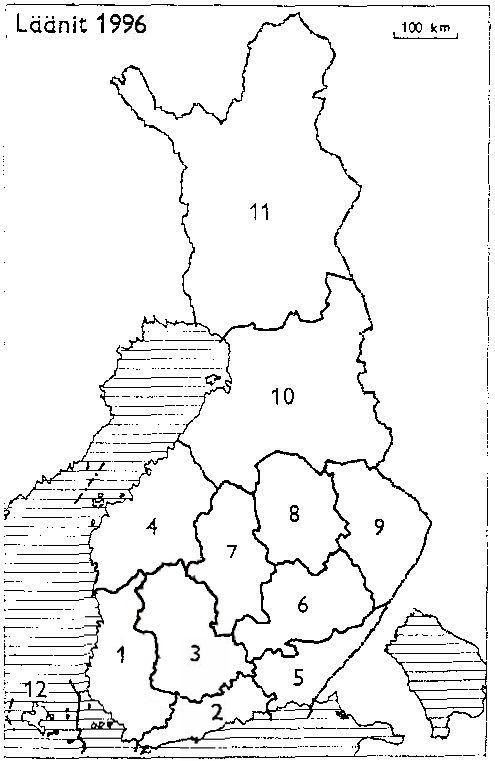
1996년 당시에 존재했던 핀란드의 주 지도 (3번이 해메주)

해메주(핀란드어: Hämeen lääni)는 과거 핀란드에 존재했던 주로 주도는 헤멘린나이며 면적은 22,246km2(1993년 당시 면적), 인구는 688,200명(1993년 당시 인구), 인구 밀도는 30.9명/km2이었다. 스웨덴어로는 타바스테후스주(스웨덴어: Tavastehus län)라고 부른다.
1831년 우시마 해메주가 우시마주와 해메 주로 분리되면서 신설되었다. 러시아 제국의 핀란드 대공국 시대였던 1831년부터 1917년까지는 타바스트구스현(러시아어: Тавастгусская губерния)이라고 불렀다. 1997년 행정 구역 개편 당시에 폐지되었는데 주 북부는 투르쿠 포리주, 바사주, 중앙핀란드주와 함께 서핀란드주에 합병되었으며 주 남부는 우시마주, 퀴미주와 함께 남핀란드주에 합병되었다.